# カマルドリ修道会の寓意
『カマルドリ修道会の寓意』（カマルドリしゅうどうかいのぐうい、西: Alegoría de la Orden de los Camaldulenses、英: Allegory of the Camaldolese Order）は、クレタ島出身のマニエリスム期スペインの巨匠エル・グレコと工房がキャンバス上に油彩で制作した絵画である。2つのヴァージョンがあり、それぞれマドリードのバレンシア・デ・ドン・フアン学院とバレンシアのパトリアルカ美術館に所蔵されている。絵画は、カマルドリ修道士にとっての「理想的な修道院」の鳥瞰図を表している。おそらく、フアン・デ・カスタニーサ (Juan de Castañiza) 修道士 (1545年ごろ–1599年) が1597年にフェリペ2世にベネディクト会修道会を設立するための嘆願の一環として委嘱された。

## 作品
この絵画の2点のヴァージョンはほぼ構図が同じであるが、バレンシア・デ・ドン・フアン学院のヴァージョンはやや小さなキャンバスに描かれている。前景の幕屋の両側には、カマルドリ修道会の設立に中心的な役割を果たした聖人が立っている。聖ベネディクトゥス (左側) と聖ロムアルド (右側) である。幕屋には聖ロムアルドを称賛するラテン語の詩が記され、その下のラテン語の銘文は絵画を「隠者の生活の描写」として特定している。
聖ロムアルドはベネディクト修道会から枝分かれした厳格なカマルドリ修道会の創始者で、イタリアのアレッツォ近くの山中にあるカマルドリ (Camaldoli) に「理想的な修道院」を設立した。彼は、手にその円形の修道院 (本作の図像) の模型を持っている。「理想的な修道院」は円形に開けた土地にあり、庭のある個々の隠者の家がいくつかの列に配置されている。中央には集団礼拝用の建物があり、修道院の入り口には泉がある。周囲は森で囲まれている。
エル・グレコが一度でもカマルドリ修道会の修道院に行ったとは考えられず、おそらく別の資料からインスピレーションを得たのであろう。ハロルド・ウェゼイは、絵画がアレッツォ近くの山中にあるカマルドリの聖なる隠者の家を描いたものであると最初に記した研究者であった。一方、ロバート・バイロンとデイヴィッド・タルボット・ライスは、画面の修道院の配置が後期ビザンチン様式のクレタ派イコン絵画中の聖なる都市エルサレムの描写に類似していると主張した。エル・グレコは、イタリアとスペインに移住する以前にはクレタ派の画家であった。

## 依頼者
[[ファイル:View_of_the_Camaldolese_Monastery.jpg|サムネイル|left|180px|エングレービング『カマルドリ修道士の共同体』1600年ごろ]]

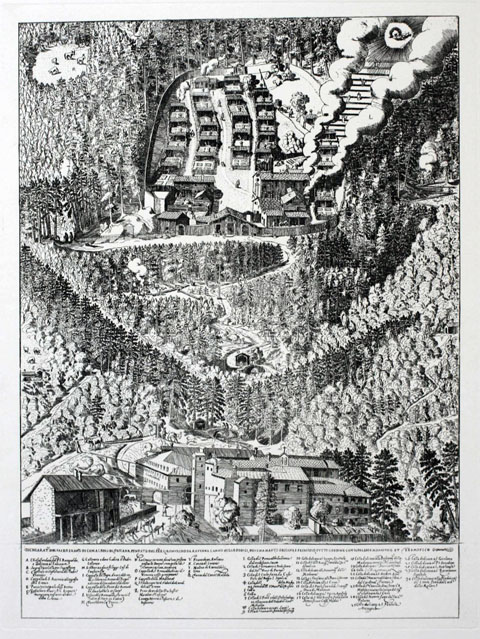
small|エングレービング『カマルドリ修道士の共同体』1600年ごろ

ドン・フアン・バレンシア学院蔵のヴァージョンには、トレドのマリアーナ・デ・メンドーサ (Mariana de Mendoze) と彼女の夫ロス・アルコス (Los Arcos) 伯ペドロ・ラソ・デ・ラ・ベガ (Pedro Lasso de la Vega) のエスカッシャン (紋章学) が付けられている。夫妻は、エル・グレコの8点の真作と隠者を描いた18点の作品を所有していたことで知られる。しかし、『カマルドリ修道会の寓意』はおそらく夫妻がはっきりとエル・グレコに委嘱した唯一の作品で、彼らが上述のフアン・デ・カスタニーサの計画に献身し、エル・グレコへの援助を継続していたことを示している。
一方、誰がパトリアルカ美術館のヴァージョンを依頼したのかは不明であるが、作品にはバレンシアの大司教兼アンティオキア総主教であったフアン・デ・リベラ（英語版）の紋章が記されている。研究者フェルナンド・マリーアス (Fernando Marías) は、作品は個人的依頼によるものではなく、むしろマリアーナとペドロ・ラソからの贈り物であった可能性があると提唱した。